# جراهام في. ريتشاردسون
جراهام في. ريتشاردسون، 403 US 365 (1971)، كانت قضية للمحكمة العليا بالولايات المتحدة قررت فيها المحكمة أن قيود الدولة على مزايا الرعاية الاجتماعية للأجانب المقييمين قانونياً ولكن ليس للمواطنين تنتهك بند الحماية المتساوية في التعديل الرابع عشر. أبطلت المحكمة قانون ولاية أريزونا الذي يتطلب الجنسية أو 15 عامًا من الإقامة لتلقي مزايا الرعاية الاجتماعية. كتب القرار 9-0 بواسطة هاري أ. بلاكمون.
جادلت الدولة بضرورة تطبيق مراجعة الأساس العقلاني، الأمر الذي يتطلب من غير المواطن إثبات أن القانون لا يخدم أي مصلحة شرعية يمكن تصورها للدولة، أو بدلاً من ذلك أن القانون لم يكن مرتبطًا بشكل منطقي بهدف الحكومة. ومع ذلك، فقد طبقت المحكمة معيار التدقيق الصارم، حيث رأت أن «الأجانب كطبقة هم مثال ساطع على أقلية» منفصلة ومنعزلة «تناسبهم مثل هذه الرعاية القضائية المشددة».